# Ladrón de Guevara (Guadalajara)

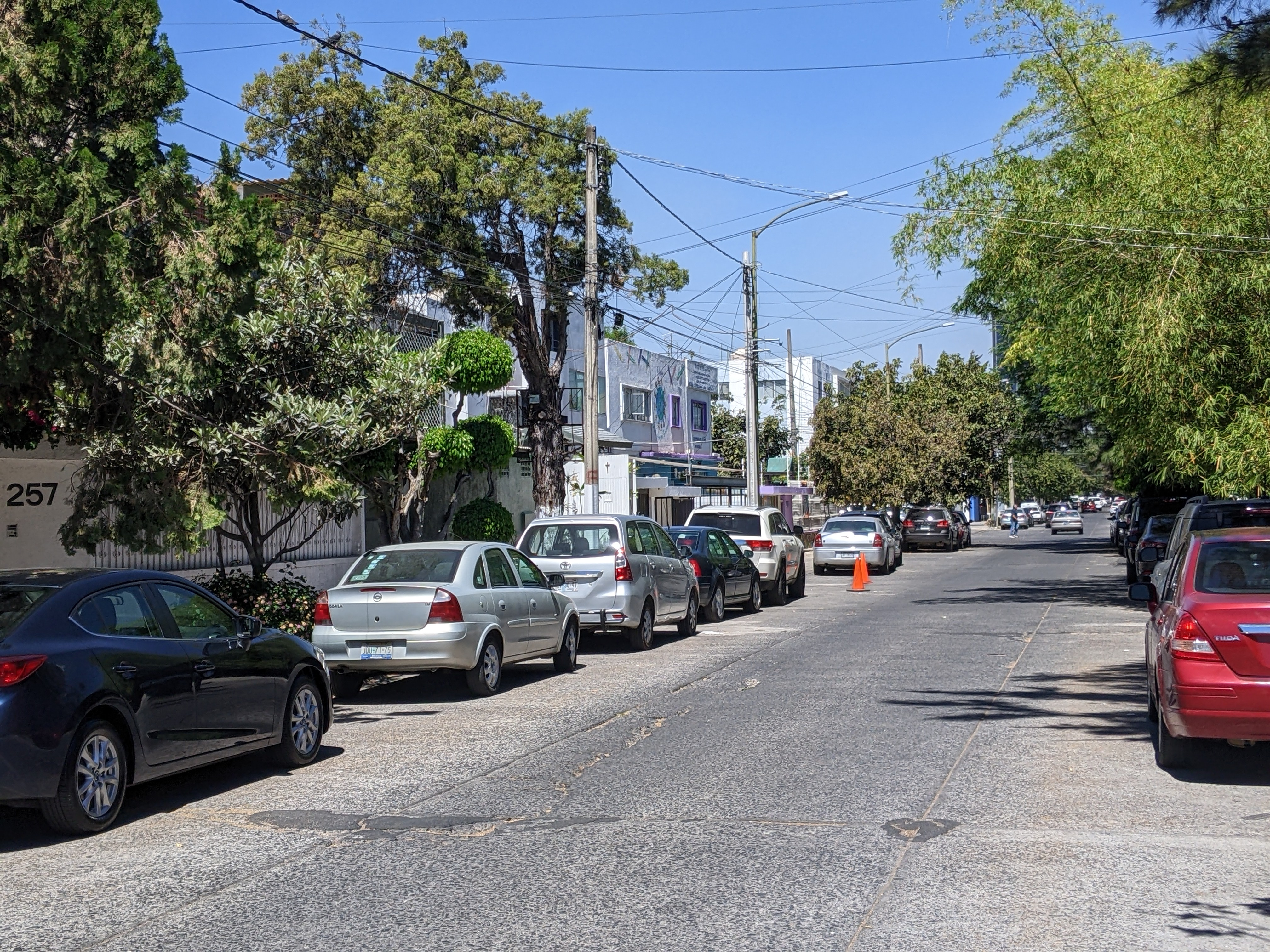
Blick in die calle Amado Nervo, in der der ehemalige mexikanische Fußballnationaltorhüter Ignacio Calderón aufwuchs

Ladrón de Guevara ist ein 178 ha großes Viertel westlich des Zentrums von Guadalajara, der Hauptstadt des Bundesstaates Jalisco.

## Struktur
In Ladrón de Guevara befinden sich viele Geschäfte und Restaurants, wodurch die Bewohner viele Dienstleistungen in unmittelbarer Umgebung haben. Zudem gilt Ladrón de Guevara, das durch eine Reihe von baumgesäumten Straßen über einen hohen Freizeitwert verfügt, als eines der sichersten Viertel der Stadt.

## Geschichte
Anfang 1954 bot der Ingenieur Enrique Ladrón de Guevara das zu jener Zeit noch unter der Bezeichnung Las Américas bekannte Wohngebiet, das sich von der Avenida Adolfo López Mateos Norte im Westen bis zur Avenida de las Américas im Osten erstreckt, zum Verkauf an. Die südliche Grenze des Viertels bildet die Avenida México.